# Zona de Proteção Especial do Pico da Vara e Ribeira do Guilherme

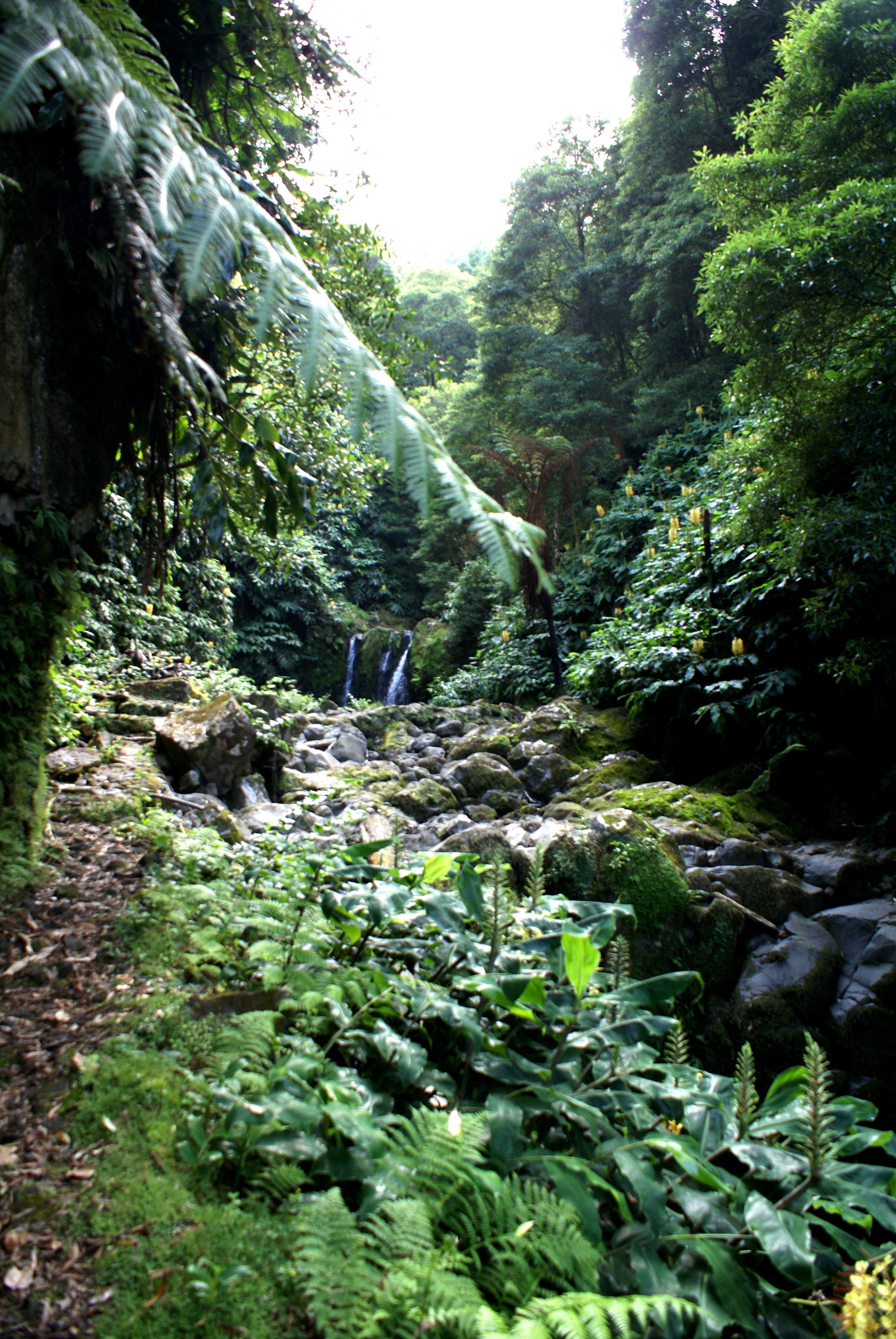
Parque da Ribeira do Caldeirão, vegetação da Macaronésia.

A Zona de Protecção Especial do Pico da Vara e Ribeira do Guilherme é uma área protegida localizado na Lomba da Fazenda, concelho no Nordeste, na ilha açoriana de São Miguel, Arquipélago dos Açores.
Esta Zona de Protecção Especial localiza-se nos declives da Serra da Tronqueira e ocupa parte do curso da Ribeira do Guilherme e também parte do Parque Natural da Ribeira dos Caldeirões.
A criação desta zona de protecção da natureza está intimamente ligada à existência do Priolo (Pyrrhula murina), uma ave endémica da ilha de São Miguel que apenas pode ser vista nesta área. Destaca-se, igualmente, a existência de uma abundante cobertura vegetal típica das florestas da Macaronésia, onde a Laurissilva é dominante e ao facto de nas suas florestas se encontrar o Priolo, pássaro endémico dos Açores, apenas existentes na localidade do Nordeste, na ilha de São Miguel.

## Fauna
- Pombo-torcaz-dos-açores (Columba palumbus azorica), espécie de interesse comunitário;
- Canário (Serinus canaria), espécie endémica da Região Macaronésia;
- Melro-preto (Turdus merula azorensis);
- Estrelinha (Regulus regulus azoricus);
- Toutinegra (Sylvia atricapilla atlantis);
- Alvéola-cinzenta (Motacilla cinerea patriciae).

## Flora
- Uva-da-serra (Vaccinium cylindraceum);
- Ginjeira-do-mato (Prunus lusitanica azorica);
- Viburnum tinus subcordatum;
- Ilex perado azorica;
- Frangula azorica;
- Erica azorica;
- Juniperus brevifolia
- Laurus azorica.